# Liste der Venuskrater/L
| Name        | Position            | ⌀       | Benannt nach                                                                                     |
| ----------- | ------------------- | ------- | ------------------------------------------------------------------------------------------------ |
| Lachappelle | 26,7° N, 23,3° W    | 36,8 km | Marie-Louise Lachapelle (1769–1821), französische Hebamme                                        |
| La Fayette  | 70,2° N, 107,6° O   | 39,6 km | Marie-Madeleine de La Fayette (1634–1693), französische Schriftstellerin                         |
| Lagerlöf    | 81,2° N, 74,8° W    | 56 km   | Selma Lagerlöf (1858–1940), schwedische Schriftstellerin                                         |
| Landowska   | 84,6° N, 74,3° O    | 33 km   | Wanda Landowska (1879–1959), polnische Pianistin                                                 |
| Langtry     | 17° S, 155° O       | 50,3 km | Lillie Langtry (1852–1929), englische Schauspielerin und königliche Mätresse                     |
| Lara        | 4,2° S, 2,9° O      | 3,4 km  | lateinischer Vorname                                                                             |
| Larisa      | 18,47° S, 131,06° O | 3,7 km  | lateinischer Vorname                                                                             |
| Laulani     | 68,2° S, 121,2° O   | 12,4 km | hawaiischer Vorname                                                                              |
| Laura       | 48,9° N, 141,2° O   | 17,2 km | spanisch-italienischer Vorname                                                                   |
| Laurencin   | 15,4° S, 46,5° O    | 29,8 km | Marie Laurencin (1883–1956), französische Lyrikerin und Malerin                                  |
| Lazarus     | 52,9° S, 127,2° O   | 24,2 km | Emma Lazarus (1849–1887), US-amerikanische Dichterin                                             |
| Leah        | 34,2° S, 172,2° W   | 12 km   | hebräischer Vorname                                                                              |
| Lebedeva    | 45,2° N, 49,8° O    | 37,4 km | Sara Lebedewa (Сара Лебедева, 1892–1967), russische Bildhauerin                                  |
| Lehmann     | 44,1° S, 39,1° O    | 21,7 km | Inge Lehmann (1888–1993), dänische Geodätin und Seismologin                                      |
| Leida       | 23,3° S, 93,4° W    | 18,8 km | estnischer Vorname                                                                               |
| Leila       | 44,2° S, 86,8° O    | 18,8 km | arabischer Vorname                                                                               |
| Lena        | 39,5° N, 23° O      | 15,2 km | russischer Vorname                                                                               |
| Lenore      | 38,7° N, 67,8° W    | 15,5 km | griechischer Vorname                                                                             |
| Leona       | 3,1° S, 169° O      | 3 km    | griechischer Vorname                                                                             |
| Leonard     | 73,8° S, 174,8° W   | 31,7 km | Wrexie Louise Leonard (1867–1937), Sekretärin und Biografin von Percival Lowell                  |
| Leslie      | 11,2° S, 13,5° O    | 7,2 km  | englischer Vorname                                                                               |
| Letitia     | 34,5° N, 71,3° W    | 17,5 km | lateinischer Vorname                                                                             |
| Leyster     | 1° N, 100° W        | 45,8 km | Judith Leyster (1609–1660), niederländische Malerin                                              |
| Lhagva      | 75,8° S, 59,9° W    | 7,9 km  | mongolischer Vorname                                                                             |
| Lida        | 36,6° N, 86,1° W    | 20,3 km | russischer Vorname                                                                               |
| Lilian      | 25,6° N, 24° W      | 13,5 km | hebräischer Vorname                                                                              |
| Liliya      | 30,2° N, 31,1° O    | 15 km   | russischer Vorname                                                                               |
| Lind        | 50,2° N, 5° W       | 25,8 km | Jenny Lind (1820–1887), schwedische Opernsängerin                                                |
| Linda       | 12,4° S, 2,8° O     | 7,1 km  | lateinischer Vorname                                                                             |
| Lineta      | 5° S, 5,9° W        | 15,6 km | lettischer Vorname                                                                               |
| Li Qingzhao | 23,7° N, 94,6° O    | 22,8 km | Li Qingzhao (1084–1155?), chinesische Dichterin                                                  |
| Lisa        | 29° N, 178° W       | 4,5 km  | hebräischer Vorname, Kurzform von Elisabeth                                                      |
| Liv         | 21,1° S, 56,1° W    | 11,2 km | norwegischer Vorname                                                                             |
| Loan        | 28,3° N, 60° O      | 7,4 km  | vietnamesischer Vorname                                                                          |
| Lockwood    | 32,9° S, 51,6° O    | 22 km   | Belva Ann Lockwood (1830–1917), US-amerikanische Anwältin, Schriftstellerin und Frauenrechtlerin |
| Lois        | 17,9° S, 145,3° W   | 13,5 km | griechischer Vorname                                                                             |
| Lonsdale    | 55,6° N, 137,6° W   | 43 km   | Kathleen Lonsdale (1903–1971), englische Kristallografin                                         |
| Loretta     | 19,7° S, 157,4° W   | 13,5 km | lateinischer Vorname                                                                             |
| Lotta       | 51,1° N, 24,1° W    | 11,8 km | schwedischer Vorname                                                                             |
| Lucia       | 62,1° S, 67,8° O    | 16 km   | lateinischer Vorname                                                                             |
| Lullin      | 23° N, 81,3° O      | 25,1 km | Marie-Aimée Lullin (1751–1822), Schweizer Entomologin                                            |
| Lu Zhi      | 42,6° S, 56,6° W    | 8,3 km  | chinesischer Vorname                                                                             |
| Lydia       | 10,7° N, 19,3° W    | 15,2 km | griechischer Vorname                                                                             |
| Lyon        | 66,5° S, 89,4° W    | 12,4 km | Mary Lyon (1797–1849), US-amerikanische Pädagogin und Frauenrechtlerin                           |
| Lyuba       | 1,6° N, 76,1° W     | 12,4 km | russischer Vorname                                                                               |
| Lyudmila    | 62,1° N, 30,3° W    | 14,1 km | russischer Vorname                                                                               |